# Sankt Anton am Arlberg
Sankt Anton am Arlberg est une municipalité autrichienne située dans le Tyrol, à proximité du col de l'Arlberg.
C'est une station de sports d'hiver axée principalement sur le ski alpin.
Sankt Anton am Arlberg fait figure de sanctuaire de la tradition sportive, dans le domaine du ski. C'est en effet sur les pentes environnantes que Hannes Schneider, le pionnier de la technique d'Arlberg (en), donna en 1907 à des touristes ses premières leçons. Les sports d'hiver connurent un véritable essor à partir des années 1920. Ce développement fut possible grâce aux facilités d'accès et au potentiel considérable du domaine skiable.
Sankt Anton a notamment été l'hôte des Championnats du monde de ski alpin 2001 ainsi que de nombreuses épreuves de Coupe du monde, la dernière fois en 2013. Les épreuves prévues en 2016 ont quant à elles été annulées par manque de neige.
Sankt Anton am Arlberg obtient en 2023 le label Meilleurs villages touristiques de l'Organisation mondiale du tourisme.

## Personnalité
- Emil Solleder (1899-1931), grand alpiniste allemand a été inhumé à Sankt Anton am Arlberg.